# 黃政琦
黃政琦（1983年11月15日—），為台灣的棒球選手之一，曾效力於中華職棒中信鯨隊，守備位置為右外野手，2009年因涉及黑象事件遭到中華職棒終身禁賽。

## 經歷
- 台北市士林國小少棒隊
- 台北市華興中學青少棒隊
- 台北市華興中學青棒隊
- 文化大學棒球隊（美孚巨人）
- 台中市西苑高中青少棒隊教練
- 中華職棒中信鯨隊（2008年）
- 台中市威達超舜棒球隊（2009年～2010年）

## 職棒生涯成績
| 年度 | 球隊   | 出賽 | 安打 | 全壘打 | 打點 | 盜壘 | 四壞 | 三振 | 壘打數 | 雙殺打 | 打擊率 |
| ---- | ------ | ---- | ---- | ------ | ---- | ---- | ---- | ---- | ------ | ------ | ------ |
| 2008 | 中信鯨 | 71   | 51   | 1      | 24   | 0    | 21   | 52   | 66     | 1      | 0.228  |
| 總計 | 1年    | 71   | 51   | 1      | 24   | 0    | 21   | 52   | 66     | 1      | 0.228  |

## 特殊事蹟
- 2008年，被中信鯨對於選秀會上選中，並委由經紀人向球隊談約，為國內職棒首例[1]。
- 2008年8月27日，於新莊棒球場對戰統一7-ELEVEn獅隊，從投手波特手中敲出職棒生涯當中第一支全壘打。
- 2008年9月25日，於台南棒球場對戰統一7-ELEVEn獅隊，成為中信鯨隊史最後一位本土四棒。

## 外部連結
- 黃政琦在台灣棒球維基館上的頁面（繁體中文）
- 球員資訊和成績在中華職棒官網（中文）